# Der Scheich (Roman)

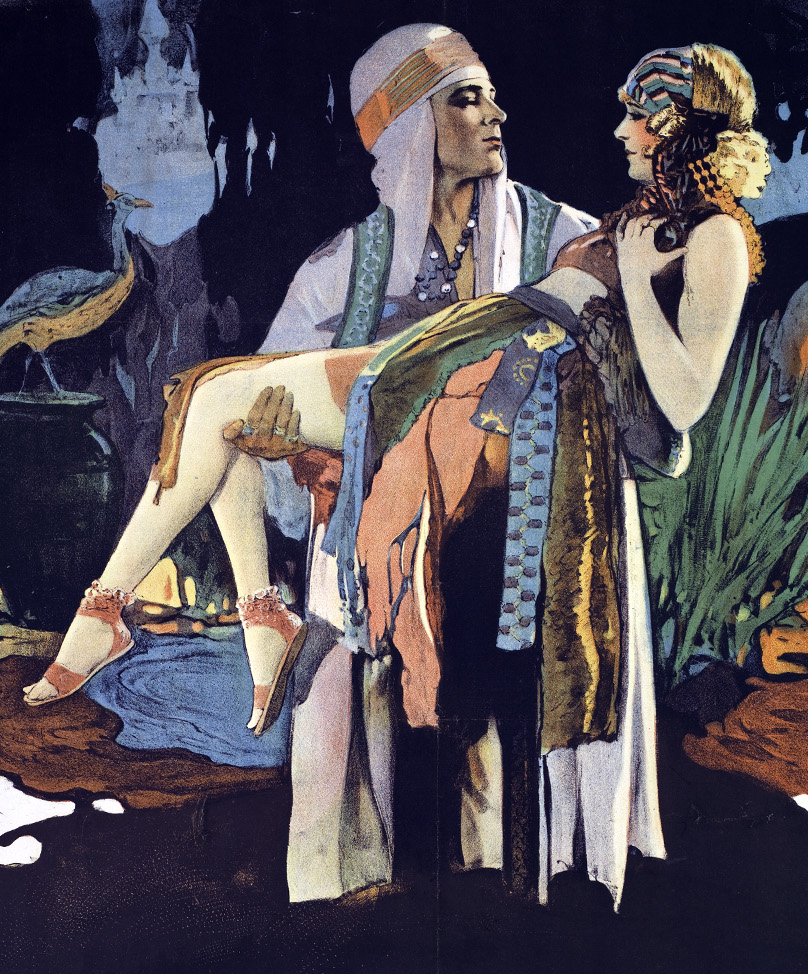
Scheich Ahmed Ben Hassan und seine Gefangene Diana Mayo. (Filmplakat von 1926)

Der Scheich (The Sheik) ist ein 1919 veröffentlichter Roman von Edith Maud Hull (1880–1947) und einer der wichtigsten Romane des Literaturgenres romantischer Wüstenromane (Desert Romance).
In der Handlung wird die englische Adelige Diana Mayo bei einem Ausritt in die Wüste Algeriens von dem Araber-Scheich Ahmed Ben Hassan entführt, der sie vergewaltigt und zu seiner Sklavin macht. Mit der Zeit beginnt Diana für ihren Entführer Gefühle zu entwickeln, die sie schließlich zur Selbstaufgabe aus Liebe bewegen.
Das Buch wurde ein Bestseller in der westlichen Welt und bereits 1921 verfilmt (→ Der Scheich). Der Erfolg des Buchs, der Verfilmung sowie des Nachfolgerromans (1924) und dessen 1926 erfolgter gleichnamiger Verfilmung (→ Der Sohn des Scheichs) und führte in den 1920er-Jahren zum sogenannten Scheich-Fieber, das bis in die 1930er-Jahre dauerte und mit einer Reihe verschiedenster Adaptionen in Film, Literatur und Musik und einem starken Absatz von „arabischen“ Verkaufswaren einherging. Zudem veränderten Roman und Verfilmung die Bedeutung des Wortes Scheichs im Westen.

## Handlung
Kapitel 1
Die Handlung beginnt auf einem Tanzball in einem Hotel in Biskra in Französisch-Algerien. Veranstalter sind die englischen Aristokraten Aubrey Mayo und seine neunzehn Jahre jüngere Schwester Diana Mayo. Zum Missfallen vieler Leute auf dem Ball entspricht Diana Mayo nicht gerade dem Idealbild einer sittlichen Frau, was viele auf ihre Erziehung zurückführen. Ihre Mutter starb bei der Geburt, der Vater beging daraufhin Selbstmord, weshalb ihr älterer, allerdings wenig kompetenter Bruder ihre Erziehung übernahm. Diana wuchs daher „wie ein Junge“ auf. Sie ist nun 21 Jahre alt, mittelgroß und gertenschlank. Auf dem Ball wird sie von Männern belagert. Diana lehnt einen Heiratsantrag ab, wobei sie erklärt, dass sie keine Liebe kenne und dass ein Mädchen seine Unabhängigkeit aufgeben müsse, wenn es heiratet.
Kapitel 2
Zum enormen Missfallen der Leute will Diana eine einmonatige Reise in die Wüste von Algerien unternehmen, nur in Begleitung von einheimischen Kameltreibern und Dienern. Versuche sie von der Reise abzubringen, schlagen fehl. Diana bricht mit dem Führer Mustafa Ali in die Wüste auf, ein Stück noch begleitet von ihrem Bruder Aubrey, der sie versucht von ihrem Plan ein letztes Mal abzubringen. Als sie dies erbost ablehnt, entfährt ihm: „Hoffentlich begegnest du einem Mann, der dir Gehorsam beibringt.“ Kurz nachdem Diana mit ihrem Führer Mustafa Ali allein in die Wüste geritten ist, werden sie von einer Gruppe berittener Araber angegriffen. Dianas Fluchtversuch scheitert, sie wird von einem der Männer, der sich ihr als der etwa 35-jährige Scheich Ahmed Ben Hassan vorstellt, entführt und in sein Lager in einer Oase verschleppt, wo er sie vergewaltigt und entjungfert.
Kapitel 3
Am nächsten Tag stellt Diana schnell fest, dass das Lager des Scheichs einigen Luxus bietet, unter anderem kümmert sich das Mädchen Zilah um sie. Auch stellt sie fest, dass ihr Vergewaltiger französische Literatur liest und somit kein ungebildeter Mann ist. Ahmed eröffnet ihr, dass ihre Entführung kein Zufall war, sondern er sie im Voraus detailliert geplant hat und ihren Karawanenführer Mustafa Ali bestochen hat. Er begegnete ihr vor Wochen kurz in Biskra und war sofort entschlossen sie in seinen Besitz zu bringen. Ahmed eröffnet ihr, dass er damals in Biskra „eine Frau“, statt „einen Jungen“ sah und spielt damit auf ihre Expeditionskleidung an. Seine Bemerkung verdeutlicht ihr, dass er in ihr seine Frau sieht, und sie fühlt sich wie eine Ware auf dem Sklavenmarkt. Auch wenn Diana Ahmed als ihren Peiniger fürchtet und verabscheut, kann sie sich ihrer Faszination für ihn und seiner Attraktivität nicht entziehen.
Kapitel 4
Seit Dianas Entführung ist ein Monat vergangen. Während dieser Zeit hat Ahmed sie regelmäßig vergewaltigt und damit Dianas Eigenwahrnehmung geändert. Sie erlebt die „Unterlegenheit ihres Geschlechts“, eine Erfahrung, die ihre jahrelange jungenhafte Erziehung zunichtegemacht hat; unentwegt lässt „man sie spüren, dass sie eine Frau“ ist; alle Unsäglichkeiten muss sie hinnehmen, die sich mit ihrer Weiblichkeit verbinden. „Wie ein Stück Vieh, wie eine Sklavin“ erduldet sie die Gelüste und den Tadel von Ahmed Ben Hassan. Für Diana ist es ein Schock, dass all ihre Überzeugungen nichts mehr wert sind, während Ahmed sie unterdrückt, weil sie eine Frau ist, für ihn – den Araber – hätten Frauen keine Gefühle. Einmal will Diana Selbstmord mit einem Revolver begehen, doch hat Ahmed vorsorglich die Kugeln entfernt. Eines Tages erklärt Ahmed Diana, dass er ihren Ungehorsam zähmen wird. Er stellt sie für diesen Tag vor die Wahl freiwillig mit ihm zu schlafen, oder sich von ihm vergewaltigen zu lassen. Am Ende ihrer Widerstandskräfte schwört Diana ihm Gehorsam.
Kapitel 5
Vier Wochen sind vergangen. Diana ist Ahmed widerstrebend gehorsam geworden, sie kämpft mit ihrem Unwillen, hat sich aber in ihr Schicksal ergeben. Doch als sich bei einem Reitausflug die Gelegenheit bietet, unternimmt sie einen Fluchtversuch, wobei sie ständig an Ahmed denken muss. Als dieser sie schließlich in der Wüste aufgreift und wieder zurück ins Lager bringt, gesteht Diana sich ein, dass sie in Ahmed verliebt ist. Trotz allem oder gerade wegen all dem, was er ihr angetan hat: „Trotz seiner Grausamkeit liebte sie ihn, gerade wegen seiner Brutalität und großartigen animalischen Kraft. Und dabei war er ein Araber! Er gehörte einer anderen Rasse an [...] Doch das kümmerte Diana nicht.“ Sie begreift zudem, dass sie seine Sklavin ist und es ihr daher verwehrt ist, eigenständig ihre Gefühle und Liebe ihm gegenüber auszudrücken. Eine Sklavin müsse alles geben, dürfe aber nichts verlangen.
Kapitel 6
Zwei Monate sind vergangen seit Dianas gescheitertem Fluchtversuch und ihrem Eingeständnis, dass sie Ahmed liebt. Seit dem Fluchtversuch ist er äußerst freundlich zu ihr und sie selbst überglücklich. Doch Ahmed hat keine Gefühle der Liebe für sie, sondern begehrt sie lediglich als Lustobjekt. In ihrem Kopf hallen seine einstigen Worte wieder: „Wenn du mich liebst, würdest du mich langweilen und ich müsste dich gehenlassen.“ Diana wagt es daher nicht, ihm ihre wahren Gefühle der Liebe zu offenbaren, und verbleibt daher in der Rolle der Sklavin, die den Wünschen und sexuellen Begierden ihres Herrn nachkommt. Auf seine Aufforderung gibt sie ihm den ersten freiwilligen Kuss. Immer noch hat er nicht ihren Hochmut vollständig besiegt. Als es zu einer Konfrontation kommt, bei der Ahmed tyrannisch wird, sucht Diana die Schuld bei sich, da sie aufbegehrte, obwohl sie weiß, dass Ahmed keinen Widerspruch duldet. Ahmed wiederum findet für sich genau darin den Reiz, Diana vollständig seinem Willen zu unterwerfen. Schließlich entscheidet Diana sich ihm vollständig zu unterwerfen und keinerlei Widerspruch mehr zu geben, ihre Persönlichkeit aufzugeben und sich uneingeschränkt seinen Launen und Wünschen zu fügen. Ahmed trifft seinen Jugendfreund, den französischen Grafen Raoul Saint Hubert, der Ahmed für dessen Versklavung von Diana kritisiert. Raoul beginnt sich in Diana zu verlieben.
Kapitel 7

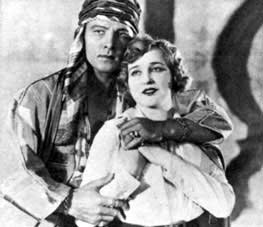
Rudolph Valentino als Scheich Ahmed Ben Hassan und Agnes Ayres als Diana Mayo in Verfilmung des Romans Der Scheich, 1921.

Eine Woche nach der Ankunft seines Freundes Saint Hubert hat sich Ahmed von Diana zunehmend immer mehr zurückgezogen. Diana fürchtet, dass er das Interesse an ihr verloren hat, doch ihre ganze eigene Existenz und Persönlichkeit ist nur noch abhängig von ihrer Liebe zu Ahmed. Diana gesteht sich ein, dass die jungenhafte Erziehung ihres Bruders gescheitert ist und unter „Ahmeds vitaler Männlichkeit und gebieterischer Persönlichkeit“ ihre „fraulichen Instinkte“ erweckt wurden und „die Oberhand“ gewonnen haben. Diana ist nun fest entschlossen „alle Waffen“ einzusetzen, „die ihr Schönheit und weibliche Intuition verliehen“, um Ahmeds Aufmerksamkeit und Liebe zurückzugewinnen. Diana erschaudert bei dem Gedanken, dass sie sich „auf dieselbe Stufe“ begibt wie „jene anderen“ Frauen. Bei einem Ausritt in die Wüste wird Diana von den Männern des verfeindeten Stammesführers Ibrahim Omair angegriffen und entführt. Als Ahmed und Raoul erfahren, dass Diana von ihrem Ausritt nicht zurückgekehrt ist, suchen sie sie in der Wüste, finden jedoch, abgesehen von Dianas Kammerdiener, nur ihre getöteten Wächter vor.
Kapitel 8
Diana erwacht im Lager von Ibrahim Omair, der sie über Ahmeds Stamm ausfragt. Als Diana sich weigert, versucht er sie zu vergewaltigen. In diesem Moment greifen Ahmed und seine Männer den feindlichen Stamm an. Ahmed rettet Diana und erdrosselt seinen Gegner, doch wird er im Kampf schwer verletzt. Als seine Männer gesiegt haben bringen sie ihn und Diana in sein eigenes Lager zurück, wo sich Raoul Saint Hubert in Dianas Abwesenheit um Ahmed kümmert, der später im Fieberwahn unbewusst vor sich hin redet. Es wird deutlich, dass Ahmeds ein Gelübde, demnach er geschworen hat, die ihm verhassten Engländer leiden zu lassen - da Diana Engländerin ist, war sie Teil dessen, weshalb er sie vergewaltigte und quälte. Ebenso wird deutlich, dass er in Wahrheit in Diana verliebt ist.
Kapitel 9
Als Diana sich von den Strapazen ihrer Entführung und Befreiung erholt hat, eröffnet ihr Raoul die ganze Wahrheit über Ahmed. Tatsächlich ist er kein Araber, sondern der Sohn des englischen Earl von Glencaryll und einer zwangsverheirateten spanischen Mutter mit maurischen Wurzeln. Die bereits schwangere Mutter litt unter ihrem grausamen und gewalttätigen Ehemann. Als das Paar eine Reise nach Algerien unternahm und in der Wüste lagerte, floh die Mutter vor ihrem Mann aus dem Lager in die Wüste, wo sie von Arabern, dem Stamm des Ahmed Ben Hassan - dem Vater von Ahmed dem Jüngeren - gefunden wurde. Aus Furcht zu ihrem Ehemann zurückgebracht zu werden, verbarg die Mutter ihre Identität und brachte ihren Sohn im Lager zur Welt. Sie starb jedoch bald darauf, vertraute aber vorher dem Scheich das Geheimnis um die Herkunft ihres Sohnes an. Dieser adoptierte ihren Sohn und zog ihn als seinen eigenen auf. Aufgrund des maurischen Blutes seiner Mutter hatte er auch das Aussehen eines Arabers. Als Ahmed im Alter von 21 Jahren schließlich die Wahrheit erfährt, ist er zutiefst wütend und entrüstet und entwickelt einen wahnhaften Hass auf die Engländer.
Kapitel 10
Drei Monate sind vergangen seit Diana aus der Gefangenschaft von Ibrahim Omair gerettet wurde. In den ersten Wochen ist Ahmed soweit genesen, dass er außer Lebensgefahr ist, doch je gesünder er wird, desto gleichgültiger behandelt er Diana, die zutiefst darunter leidet. Schließlich bricht ihre Trauer und Verzweiflung offen aus. Sie will Ahmed mit ihren Gefühlen konfrontieren, doch ehe sie dies tun kann, eröffnet er ihr, dass er das Lager abbrechen wird und sie nach Oran reisen werden. Verängstigt fragt Diana, ob Ahmed sie wegschicken will, was er bejaht. Ahmed eröffnet ihr, dass sie ihn, den unzivilisierten Araber, vergessen soll. Nur wenn er sie wegschicke, könne er wiedergutmachen, was er ihr angetan habe. Als Diana gegen ihn wütet, eröffnet Ahmed ihr, dass er sie raubte, um seine Gelüste zu befriedigen und es ihm Spaß machte sie zu quälen und zu brechen, doch als Ibrahim Omair sie entführte, wurden ihm seine wahren Gefühle für sie bewusst. Diana versucht verzweifelt Ahmed zu überreden sie nicht zu verstoßen, doch er ist unnachgiebig; sie solle einen richtigen, zivilisierten Mann finden, statt unter ihm und seinem gewalttätigen Wesen auch noch in Zukunft leiden zu müssen. Diana, die sich ein Leben ohne Ahmed nicht mehr vorstellen kann, greift verzweifelt nach einem Revolver und will sich erschießen, doch kann Ahmed ihr die Waffe rechtzeitig entwenden. Beide sinken zusammen zu Boden. Ahmad, der nun weiß, dass Diana ihn wirklich liebt und um jeden Preis bei ihm bleiben will, gesteht ihr dies zu. Die Handlung endet als sie sich in den Armen liegen.

## Interpretation

### Gründe für den damaligen Erfolg
Hull veröffentlichte ihren Roman erst 1919, schrieb ihn aber bereits während des Ersten Weltkriegs. Ihr Mann kämpfte in der britischen Armee, sie selbst blieb zuhause. Kate Saunders deutet den Erfolg des Buches als eine Folge der starken gesellschaftlichen Umbrüche infolge des Weltkrieges, durch die Millionen Frauen jahrelang von ihren Männern getrennt waren oder diese nie widersahen; zudem stieg der Anteil lediger Frauen stark an; ihre sexuelle Bedürfnisse blieben unerfüllt. Saunders schreibt: „Und viele, die seufzend und bebend den 'Scheich' lasen, befürchteten vermutlich als Jungfrauen zu sterben. Deshalb traf der Roman den Nerv zahlreicher unzufriedener, frustrierter Leserinnen.“ Saunders attestiert, im Roman wende die Autorin „eine sexuelle Phantasie einer Frau direkt an die sexuellen Phantasien anderer Frauen.“
Einen weiteren Grund für den damaligen Erfolg sieht Saunders in der Sehnsucht nach den Geschlechterverhältnissen vor dem Krieg. „Hinter diesen Phantasien (des starken Mannes und Beschützers) steht die nostalgische Sehnsucht nach der Rückkehr eindeutiger geschlechtlicher Unterschiede, die sich während des Krieges verwischt haben. Die Frauen haben sich als stark und tüchtig erwiesen, gibt E. M. Hull zu verstehen, doch sie wünschen sich immer noch Männer, die stärker sind. Im geschichtlichen Zusammenhang gesehen, ist das ein nostalgischer Wunsch. Der Krieg hat die Männer körperlich und seelisch beschädigt, verstümmelt und demoralisiert. Nun brauchen sie selbst Fürsorge und Schutz. Im Wüstenreich des 'Scheichs' hingegen herrscht wieder die altbewährte Ordnung.“

### Sexuelle Phantasie
Die britische Schriftstellerin Kate Saunders schrieb 1995 in der Einleitung zu einer neuen Ausgabe des Buchs:
„Warum sich 'Der Scheich' auch heute noch so großer Beliebtheit erfreut, kann ich nur mit meiner eigenen Reaktion bei der ersten Lektüre illustrieren - es war purer Neid. Würde ich gewaltsam in ein luxuriöses Zelt mit einem prächtigen Badezimmer gebracht, von Dienstboten verwöhnt, mit Juwelen überschüttet und von einem hinreißenden Millionär bis zur Bewusstlosigkeit geliebt, würde ich mich wahrscheinlich hüten, um Hilfe zu schreien. [...] Dieser Roman existiert nur im schwülen purpurroten Reich sexueller Phantasie, und darin liegt sein Reiz. In diesem Reich herrschen andere Regeln. Eine Vergewaltigungsphantasie hat nichts mit dem Wunsch zu tun, vergewaltigt zu werden. [...] Immer wieder betont E.M. Hull, Diana habe keine Wahl. [...] Also ist sie, moralisch gesehen, aus dem Schneider, denn schließlich galt es in ihrer Zeit für eine Frau als unschicklich und verwerflich, sexuelle Bedürfnisse zu äußern. Zu guter Letzt wird Diana von der wilden Leidenschaft ihres Entführers mitgerissen, aber nur weil er ihre Sexualität heraufbeschwört wie ein Magier einen Dämon. Und nachdem diese neu entdeckte Sexualität zutage getreten ist, existiert sie nur für ihn. [...] E. M. Hulls Thema ist der Reiz des Verbotenen.“

### Rassismus
Der Roman bedient sich zeitgenössischer Vorstellungen des Rassismus von Minderwertigkeit bzw. Unzivilisiertheit und Gewalttätigkeit nicht-weißer Völker, wobei Hull nicht etwa in der 'Andersrassigkeit' einen Grund für eine Rassentrennung sieht, sondern für eine weiße Frau vielmehr den Reiz. Hull schreibt: „Er war ein Araber, und eine Frau durfte von ihm keine Gnade erwarten [...] ein gesetzloser Barbar, der sie gefangen hatte, um flüchtige Gelüste zu stillen [...] Trotz seiner Grausamkeit liebte sie ihn, gerade wegen seiner Brutalität und seiner gewaltigen animalischen Kraft.“ Kate Saunders attestiert: „E. M. Hull geht davon aus, dass alle Frauen von Sex mit einem solchen Mann träumen.“
Passagen mit anti-arabisch-rassistischen Narrativen sind etwa:
- „Für die Frauen aus dem Westen war das (die Ehe und die Gehorsamkeitspflicht gegenüber dem Mann) schon schlimm genug. Aber was mussten die Orientalinnen erleiden, die Sklavinnen männlicher Fleischeslust, missachtet und auf eine Stufe mit den Tieren gestellt?“[11]
- „Trotz seiner Grausamkeit liebte sie ihn, gerade wegen seiner Brutalität und großartigen animalischen Kraft. Und dabei war er ein Araber! Er gehörte einer anderen Rasse an [...] Doch das kümmerte Diana nicht.“[4]
- „Was er trotz seiner orientalischen Herkunft zu tiefen, dauerhaften Gefühlen fähig?“[12]
- „Wenn ein Araber eine Frau sieht, die er haben will, nimmt er sie sich einfach. Ich halte mich nur an die Gebräuche meines Volkes.“[13]
- Er hatte gehofft, seine europäische Bildung würde ihm helfen, die schwierige Situation zu meistern. Doch sein tiefverwurzeltes orientalisches Wesen siegte über den zur Schau getragenen Gleichmut."[14]

Auch die Verfilmung wurde wegen enthaltener rassistischer Stereotype und Narrative kritisiert. Der Film wird in Lexika rassistischer Filme wie in Jack Shaheens Werk Reel Bad Arabs und in The Encyclopedia of Racism in American Films gelistet, von letzterer wird er neben Filmen wie Lawrence von Arabien (1962), Jäger des verlorenen Schatzes (1981) und dem Disney-Zeichentrickfilm Aladdin (1992) als eine der einflussreichsten Darstellungen von Arabern im westlichen Kino gewertet.

## Veröffentlichung und Sequel
Das Buch wurde nach der Veröffentlichung rasch zum Bestseller beidseits des Atlantiks. Es war einer der ersten Romane, der in zwei aufeinander folgenden Jahren auf der Bestsellerliste stand. Allein in den USA erschienen bis zum Jahr 1921 50 Auflagen des Buches. Die Hardcover-Version des Buches verkaufte sich bis 1965 mehr als 1,194 Millionen Mal.
1924 veröffentlichte Maud den Nachfolgeroman The Son of the Sheik.

## Verfilmung

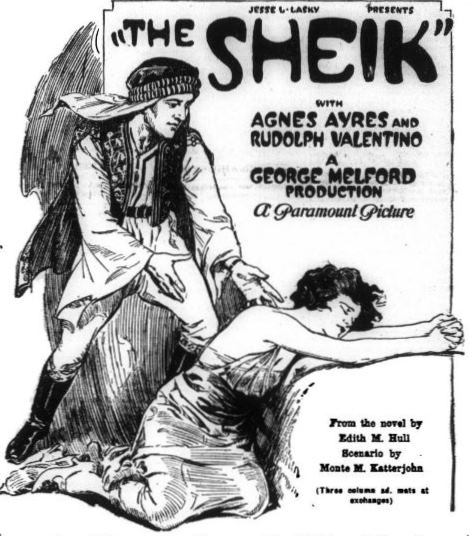
Filmplakat Der Scheich, 1921

Bereits 1921 wurde das Buch in den USA verfilmt (→ Der Scheich). Die Hauptrolle des Scheich spielte Rudolph Valentino (1895–1926), die der Diana übernahm Agnes Ayres (1892–1940). Der Scheich war ein enormer Kinoerfolg, der die Besucherrekorde brach. In den ersten Wochen nach Erscheinen des Films wurde er nach dem New York Telegraph von über 125.000 Menschen gesehen. In Australien lief der Film in einem Kino in Sydney sechs Monate, in Frankreich 24 Wochen lang.
Rudolph Valentino machte der Film zu einem noch größeren Superstar. Kurz vor der Veröffentlichung von The Sheik wurde er als „Latin Lover“ bekannt, ein Titel, der ihn nie mehr losließ, obwohl weder er noch seine Rolle des Ahmed (die berühmteste Figur, die er spielte) Latinos waren. 1926 kehrte er in Der Sohn des Scheichs, der Verfilmung des Romansequels, in die Rolle zurück.
In der The Encyclopedia of Racism in American Films wird Der Scheich neben Filmen wie Lawrence von Arabien (1962), Jäger des verlorenen Schatzes (1981) und dem Disney-Zeichentrickfilm Aladdin (1992) als eine der einflussreichsten Darstellungen von Arabern im westlichen Kino bezeichnet.

## Kulturelle Rezeption
Das Buch und die Verfilmung hatten einen enormen kulturellen Einfluss, insbesondere in den 1920er-Jahren. Dieser wird als Scheich-Fieber (sheik fever) bezeichnet und dauerte bis in die 1930er-Jahre an.

### Das 'Scheich-Fieber' in den 1920er-Jahren

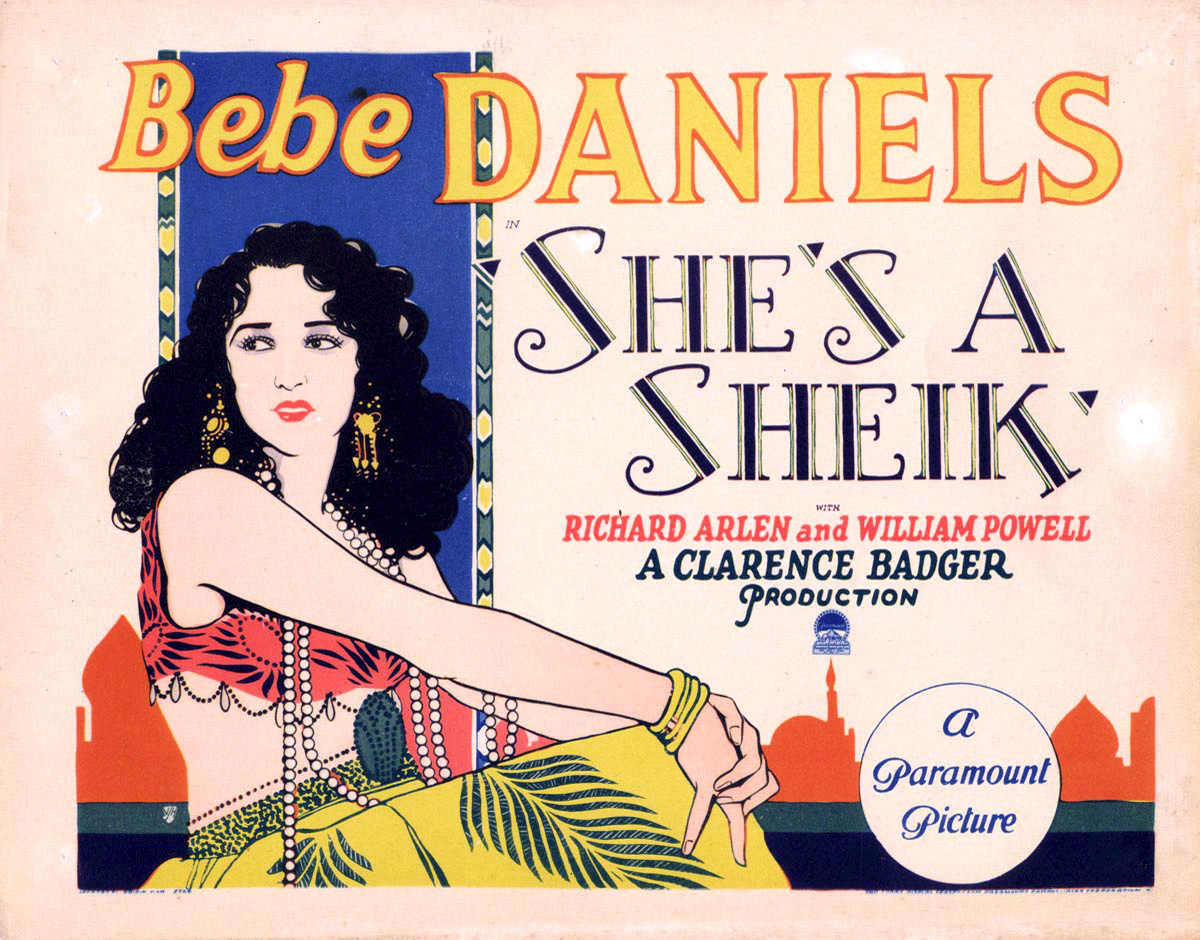
Die Tochter des Scheichs mit Bebe Daniels in der Hauptrolle. Parodie von Der Scheich, 1927. Hier werden die Geschlechterrollen der Protagonisten vertauscht.

#### Bedeutungswandlung des Wortes 'Scheich'
Das Wort Scheich, das im Arabischen ein Ehrentitel für eine religiöse oder familiäre Führungsfigur ist, erhielt durch den Roman und seine Verfilmung im Westen plötzlich neue Konnotationen einer unwiderstehlichen, rücksichtslosen, meisterhaften und übersexualisierten Männlichkeit. 1931 erschien in den USA eine Sheik-Kondom-Marke. Zudem kamen neue Wörter in den amerikanischen Sprachgebrauch: Junge Männer auf Beutezug wurden zu „Scheichs“, während ihre weiblichen Gegenstücke „Shebas“ genannt wurden.

#### Adaptionen in Literatur, Film und Musik
Der enorme Erfolg des Romans und Films zogen eine ganze Reihe von Nachahmungswerken nach sich, insbesondere in Literatur und Film. In der Literatur belebten sie das Genre der Orient-Liebesgeschichten in Großbritannien wieder, insbesondere die Popularität des Wüstenromans des frühen 20. Jahrhunderts, der von Autoren wie Robert Hichens und Kathlyn Rhodes entwickelt worden war. Es folgte eine ganze Reihe von motivähnlichen Romanen und Kurzgeschichten in Frauenzeitschriften.
Beim Film erschienen gleichsam Nachahmungswerke wie Burning Sands (1922), Arabian Love (1922), The Tents of Allah, Der Araber (1924), Sahara Love (1926) und Love in the Desert (1929). 1926 wurde die Oper The Desert Song veröffentlicht, die 1929 ebenfalls verfilmt wurde (→ The Desert Song). Bereits 1921 erschien das Lied The Sheik of Araby.
Außerdem kurz nach der Veröffentlichung des Romans und Films wurden diese zum Gegenstand von Parodien und Satiren. Bereits 1923 erschien die Filmparodie The Shriek of Araby und Die Tochter des Scheichs (1927), wo die Geschlechterrollen vertauscht werden und eine Frau als Scheich den von ihr begehrten Mann entführt. Nach Ende des Scheich-Fiebers parodierten Filme wie Der Weg nach Marokko (1942) und Ekstase (1984) die Narrative der Entführungs- und Sexphantasien, wobei Ekstase direkten Bezug auf Der Scheich und seine Verfilmung nahm.
Nachahmungsfilme in den 1920er-Jahren:

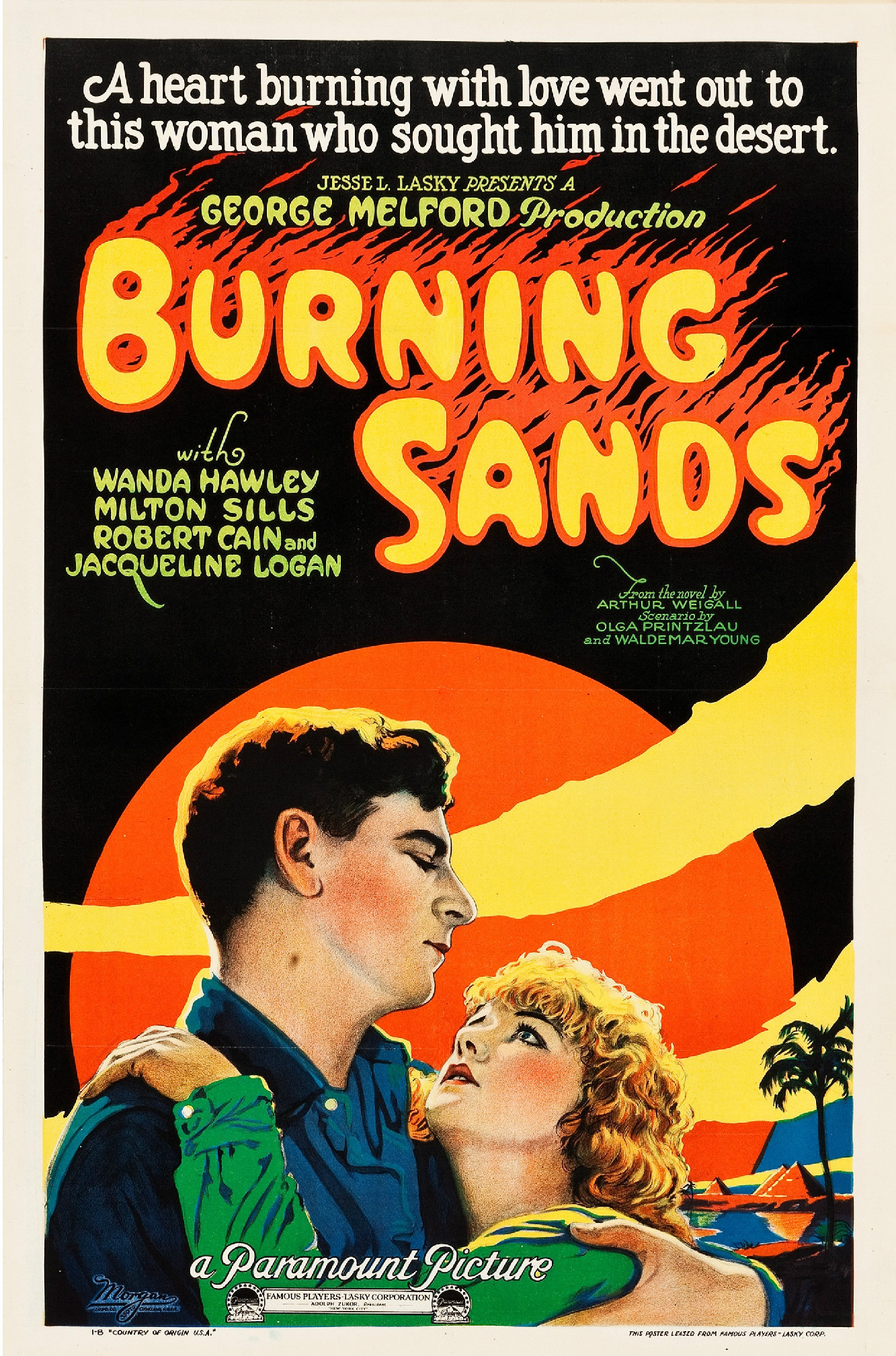
Burning Sands (1922)
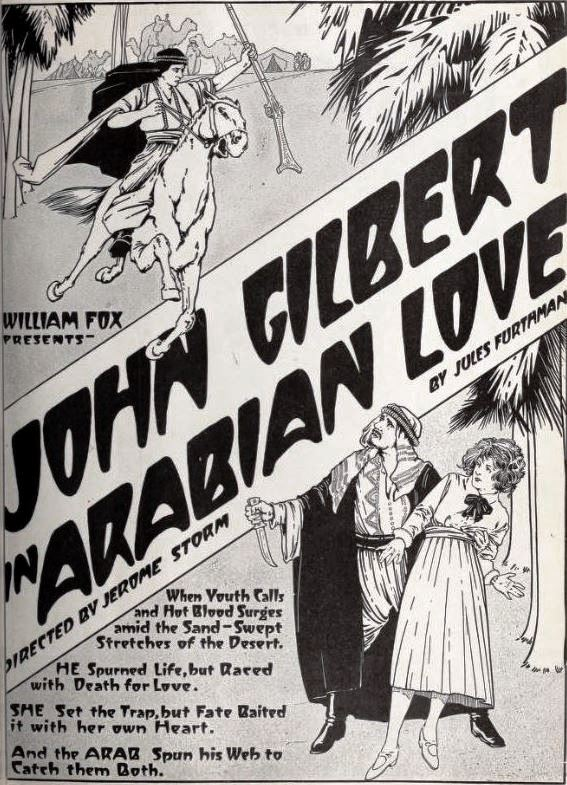
Arabian Love (1922)
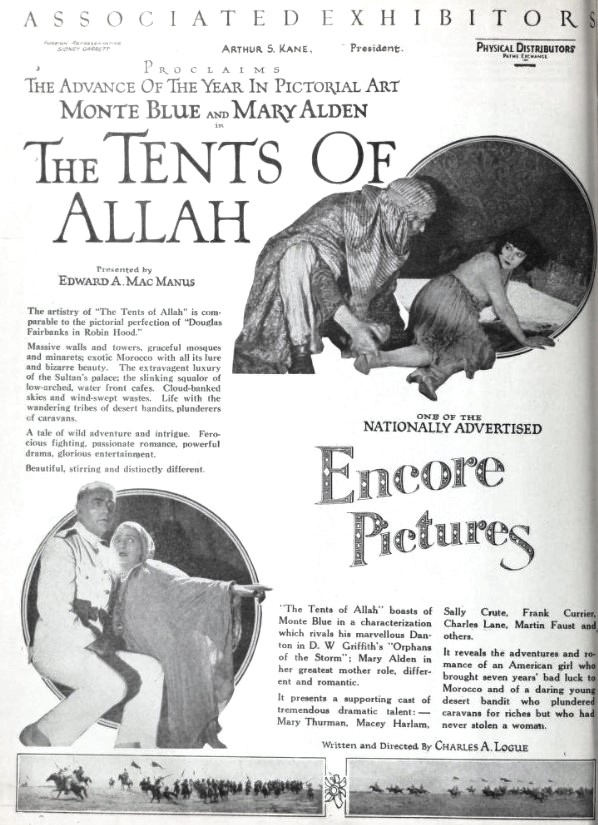
The Tents of Allah (1923)
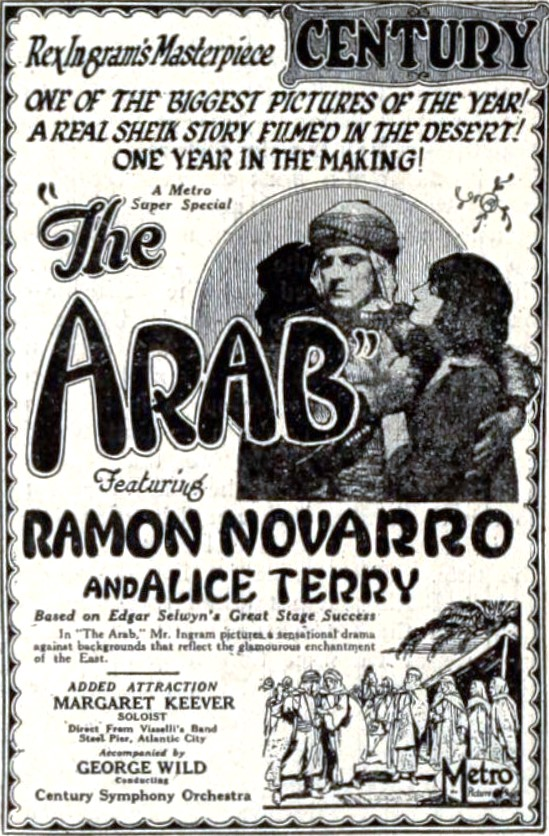
Der Araber (1924)
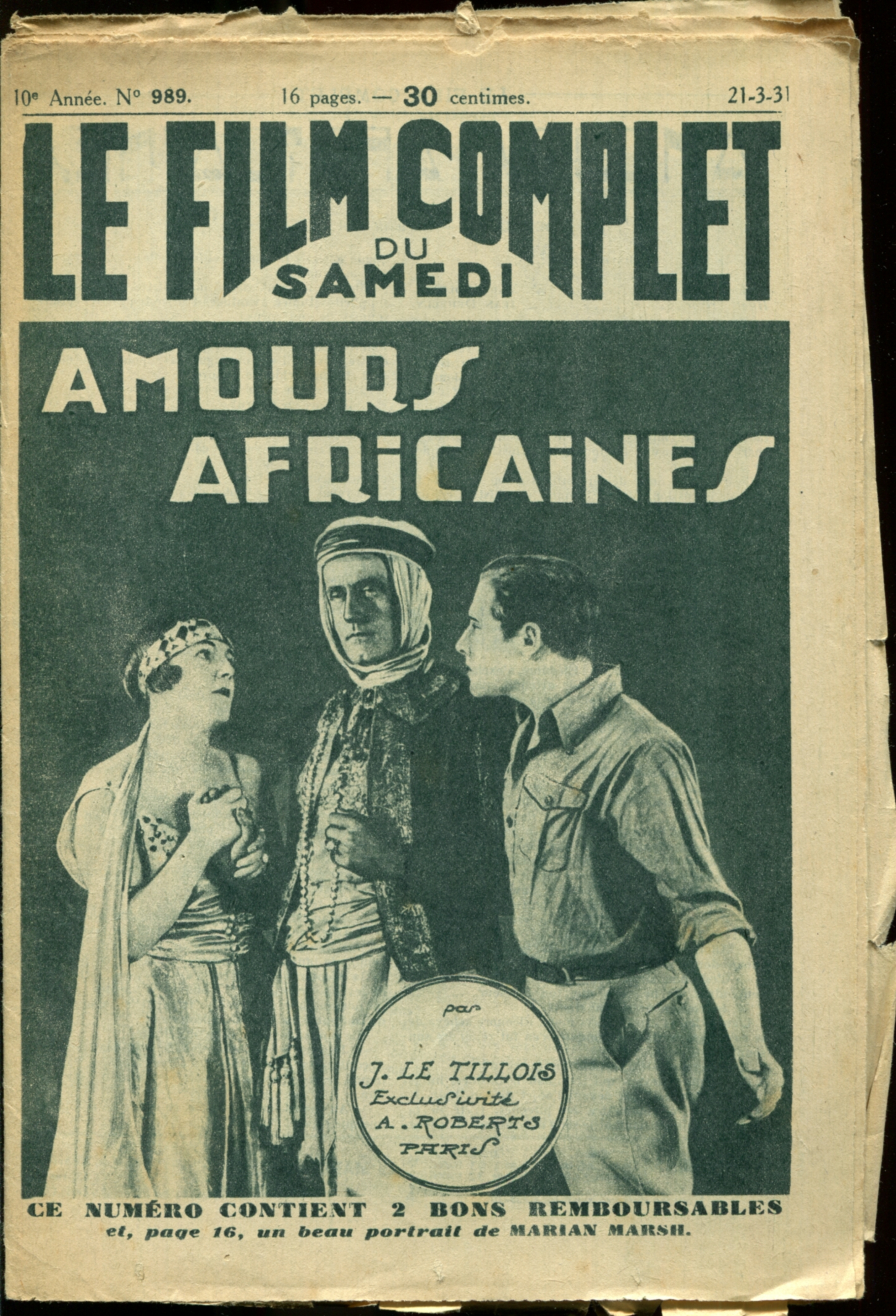
Sahara Love (1926)
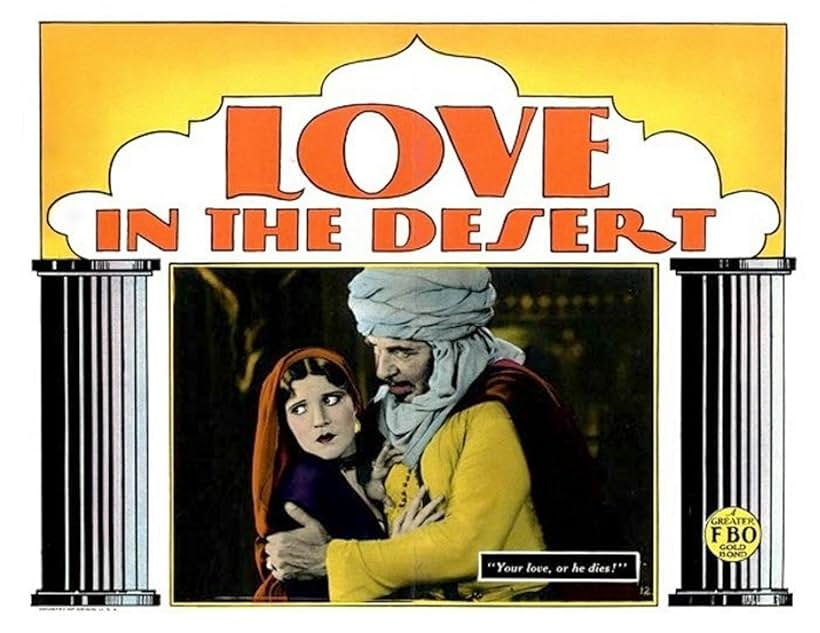
Love in the Desert (1929)
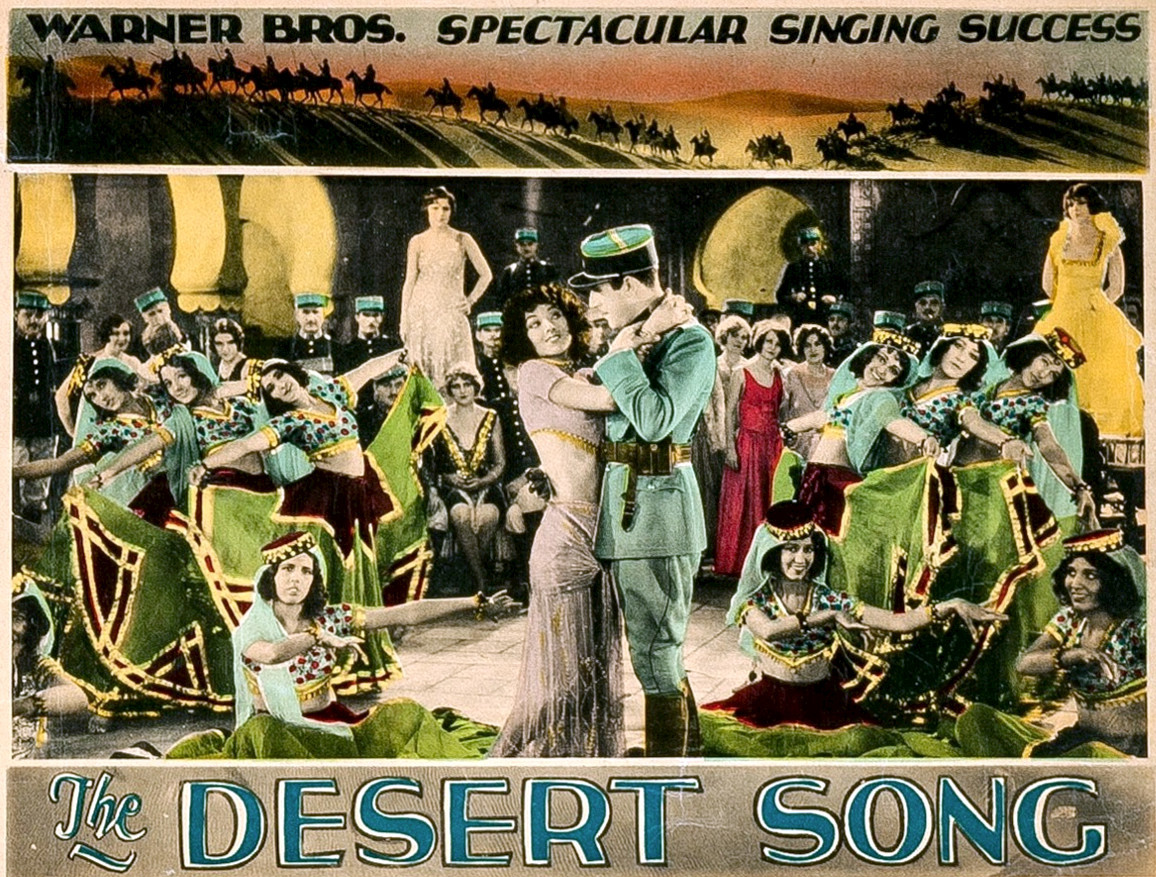
The Desert Song (1929)

#### Weitere kulturelle Rezeption in den 1920er-Jahren

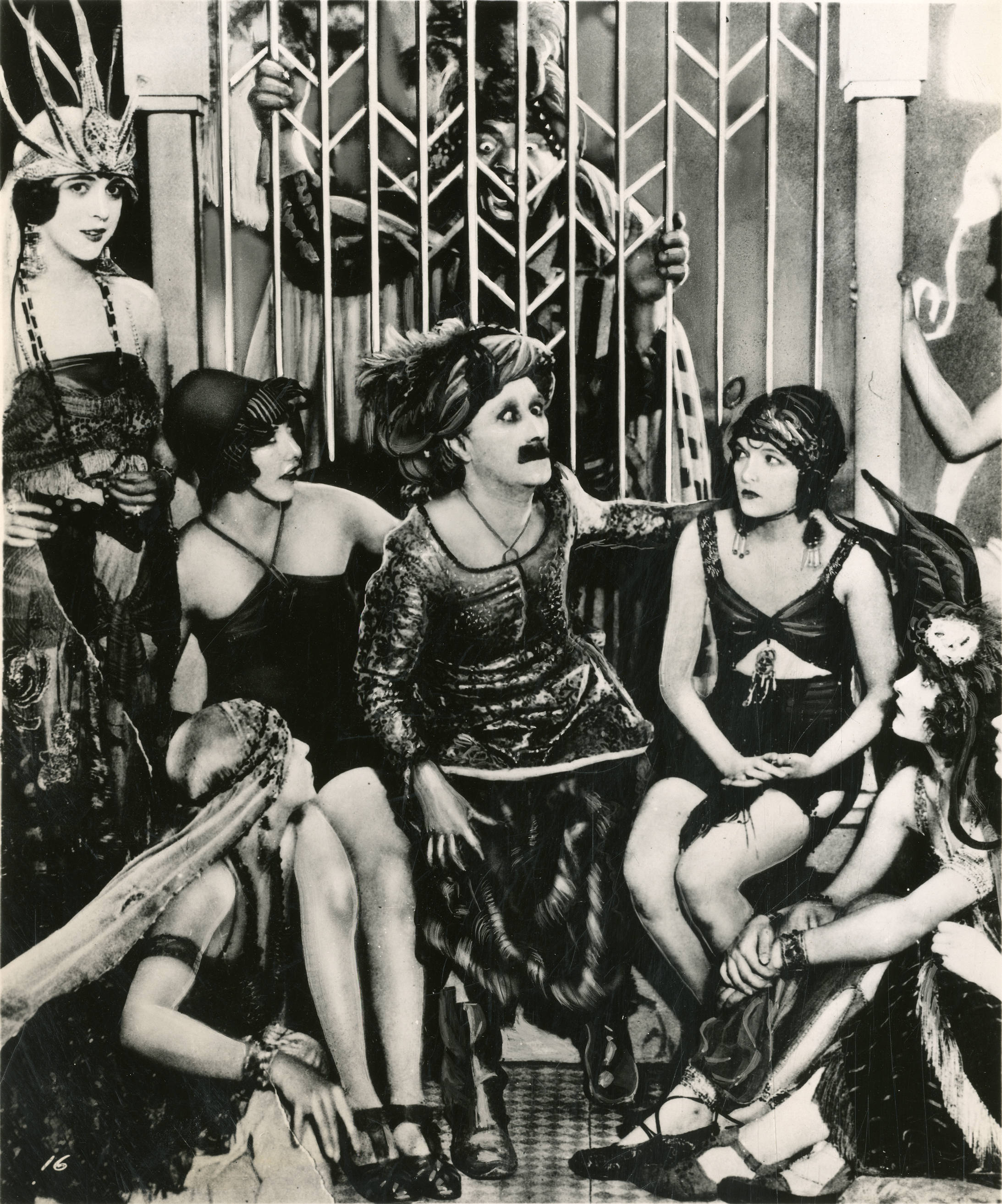
Haremszene in Der Scheich-Filmparodie The Shriek of Araby, 1923.

Neben der Rezeption in der Kultur führte die Popularität des Scheichs zu einem Trend orientalisch anmutender Konsumprodukte, darunter Juwelen, Zigaretten, Kosmetik, Inneneinrichtungen, Designmotive. 1931 erschien in den USA eine Sheik-Kondom-Marke.

### Kulturelle Rezeption nach Ende des Scheich-Fiebers
Auch nach Ende des Scheich-Fiebers in den 1930er-Jahren und dem Rückgang des Interesses am literarischen Subgenre der Wüstenromane blieben Anspielungen auf Der Scheich in der kulturellen Rezeption vorhanden, insbesondere in den USA. Das lag zum Teil daran, dass die Stereotype und Narrative von Entführung, Gefangenschaft, sexueller Sklaverei, opulenten Harems und Tanzmädchen nicht in Der Scheich erfunden wurden, sondern vielmehr auf eine bereits reiche Tradition des westlichen Orientalismus zurückgingen, der insbesondere durch die Popularität der Geschichten aus Tausendundeiner Nacht (→ Tausendundeine Nacht – Liste der Geschichten) beflügelt wurde. Diese Tradition hatte sich abseits der Tausendundeine Nacht-Literatur auch durch Weltausstellungen, Zirkusse, Karneval- und Wildwest-Shows während des 19. und frühen 20. Jahrhunderts entwickelt. Dieser Orientalismus nährte Konsumträume und spielerische Identitätsexperimente ebenso wie sexuelle Erregung und romantische Sehnsüchte. Diese Traditionen des Orientalismus boten Vorzeichen und reichlich Stoff für Hollywood-Fantasien über Harems.
In den 1970er-Jahren erlebte der Desert Romance-Roman eine Wiederbelebung, insbesondere in der Form des neu aufkommenden, von Frauen geschriebenen, erotischen historischen Liebesromane, die sexuelle Gewalt enthielten (Bodice Ripper-Roman). Das filmisches Gegenstück bildeten Filme wie Sahara (1983), Harem (1985) und Rebell der Wüste (1986, Originaltitel Harem), in denen westliche Frauen ebenfalls als Haremssklavinnen oder Bräute in die Hände arabischer Scheichs fallen. Hsu-Ming Teo deutet diese Romane als „Ergebnis des Versuchs von Schriftstellerinnen, eines der bekanntesten pornografischen Motive der westlichen Kultur des 19. und 20. Jahrhunderts - den orientalischen Despoten und seinen Harem - zu nutzen, um die weibliche Sexualität zu erforschen und im Zuge der sexuellen Befreiung und der zweiten Welle der feministischen Bewegung eine neue Sprache der heterosexuellen, frauenzentrierten Erotik zu schaffen.“
Seit den 1970ern ist der Scheich- oder Desert Romance-Roman ein fortbestehendes Genre der romantischen Literatur.

## Adaptionen

### Direkte Filme
- 1921: Der Scheich
- 1926: Der Sohn des Scheichs (Sequel, basierend auf Hulls Nachfolgeroman The Son of the Sheik von 1922)

### Nachahmungsfilme im Zuge des Scheich-Fiebers in den 1920er-Jahren
- 1922: Burning Sands
- 1922: Arabian Love
- 1923: The Tents of Allah
- 1923: The Shriek of Araby (Parodie)
- 1924: Der Araber
- 1926: Sahara Love
- 1927: Die Tochter des Scheichs
- 1929: Love in the Desert
- 1929: The Desert Song, Verfilmung der gleichnamigen Oper von 1926

### Musik
- 1921: The Sheik of Araby (Lied)
- 1922: Lovin’ Sam (The Sheik of Alabam), Lied
- 1926: The Desert Song (Oper)

## Ausgaben
- Originalausgabe: The Sheik, Eveleigh Nash & Grayson, 1919.
- deutsche Übersetzung: Der Scheich, Übersetzung von Eva Malsch, Rowohlt Taschenbuch Verlag, Reinbek bei Hamburg 1998.